# Juschny (Kaliningrad, Swetlogorsk)
Juschny (russisch Южный, zunächst Aralskoje, deutsch Alexwangen) ist ein Ortsteil der russischen Stadt Swetlogorsk in der Oblast Kaliningrad.
In diesem Ortsteil befindet sich das Swetlogorsker kommunale Einheitsunternehmen Uprawljajuschtschaja kompanija schilischtschno-kommunalnowo chosjaistwa (ru. Управляющая компания жилищно-коммунального хозяйства (ЖКХ)), dt. etwa die Verwaltungsgesellschaft für Wohnungs- und Kommunalwirtschaft.

## Geographische Lage
Wie der Name Juschny (dt. „Südlich“) schon andeutet, handelt es sich hierbei um den südlichsten Ortsteil der Stadt Swetlogorsk, der vier Kilometer südöstlich von dessen Strandpromenade entfernt ist. Er befindet sich unmittelbar nördlich der Abzweigung der Kommunalstraße 27K-158 nach Pionerski von der Föderalstraße A 217, welche hier in unmittelbarer Nähe des anschließenden Primorskoje Kolzo (ebenfalls Föderalstraße A 217) vierspurig ausgebaut die Regionalstraße 27A-014 (ex A 192) ersetzt hat.
Zwei Kilometer südlich von Juschny befindet sich im Rajon Selenogradsk der Ort Aralskoje, zu dem unmittelbar nach dem Zweiten Weltkrieg auch die Ortsstelle Alexwangen gehörte.

## Geschichte
Das ehemalige Gutsdorf Alexwangen wurde im Jahre 1370 gegründet. 1874 wurde es Teil des neu errichteten Amtsbezirks Sankt Lorenz (heute russisch: Salskoje) und gehörte zum Landkreis Fischhausen (1939 bis 1945 Landkreis Samland) im Regierungsbezirk Königsberg der preußischen Provinz Ostpreußen.
Am 9. Juli 1895 wurde aus dem bisher köllmischen Gut Alexwangen der Gutsbezirk Alexwangen gebildet. Im Jahre 1910 wurde hier 78 Einwohner gezählt. Mit dem 1. Dezember 1928 verlor Alexwangen seine Eigenständigkeit, indem es sich mit dem Nachbarort Sankt Lorenz (russisch: Salskoje) zur neuen Landgemeinde Sankt Lorenz zusammenschloss.
Im Jahre 1945 wurde Alexwangen mit dem nördlichen Ostpreußen der Sowjetunion zugeordnet und erhielt 1950 die russische Bezeichnung „Aralskoje“. Gleichzeitig wurde der Ort in den Dorfsowjet Romanowski im Rajon Primorsk eingeordnet. Vor 1976 wurde der Ort als Juschny in die Stadt Swetlogorsk eingemeindet.

## Kirche
Aufgrund der mehrheitlich evangelischen Einwohnerschaft war Alexwangen vor 1945 in das Kirchspiel der Pfarrkirche in Sankt Lorenz (heute russisch: Salskoje) eingegliedert, das zum Kirchenkreis Fischhausen (Primorsk) innerhalb der Kirchenprovinz Ostpreußen der Kirche der Altpreußischen Union gehörte. Heute gibt es in Swetlogorsk zwei russisch-orthodoxe Gotteshäuser.